# Club Deportivo Ñublense
El Club Deportivo Ñublense es un equipo de fútbol profesional chileno de la ciudad de Chillán, capital de la Región de Ñuble. Fue fundado el 20 de agosto de 1916 bajo el nombre de Liceo Football Club. Actualmente juega en la Liga de Primera de Chile.
El club ejerce su localía en el Estadio Bicentenario Municipal Nelson Oyarzún de la ciudad de Chillán, que cuenta con capacidad para 11 319 espectadores. El estadio fue inaugurado en 1935 siendo empastado y re-inaugurado en 1961, recibiendo su nombre actual en 1978 en honor a su entrenador Nelson Oyarzún quien falleció de cáncer mientras dirigía al club. Fue remodelado para la Copa Mundial Femenina de Fútbol Sub-20 de 2008 volviendo a ser utilizado también para la Copa Mundial de Fútbol Sub-17 de 2015.
A nivel local los máximos logros del club en la primera categoría son haber llegado a semifinales de playoffs en el Torneo de Apertura de Primera División 2008 luego de haber terminado en el primer lugar en la fase regular, el subcampeonato obtenido en el Campeonato PlanVital 2022 y el subcampeonato obtenido en la Supercopa Easy 2021. En torneos de la segunda categoría el club cuenta con dos títulos, la Segunda División 1976 y Primera B 2020.
A nivel internacional el club cuenta con cinco participaciones: la Copa Sudamericana 2008, Copa Sudamericana 2022, Copa Libertadores 2023, Copa Sudamericana 2023 y la Copa Libertadores 2025

## Historia

### Inicios del club
La historia del club comienza el año 1916, cuando un grupo de estudiantes, encabezados por el profesor del Liceo de Hombres de Chillán, Manuel Lara Gutiérrez, decidieron formar un club deportivo. Así, el 20 de agosto del mismo año, fue fundado el Liceo Football Club, el cual, además del fútbol, contaba entre sus ramas el básquetbol y el boxeo. El equipo de fútbol se unió a la Liga de Chillán, y prontamente organizó encuentros entreciudades con otros clubes de la zona como el Liceo de Talca, y el Liceo de Concepción.
En el año 1917 y 1918 el club consiguió el título de la tercera serie, y en 1919 el de la segunda serie. Al siguiente año, y debido a las diferencias de edades entre los cuadros de la Liga de Chillán, se decidió separar a los equipos en dos divisiones, inscribiéndose al Liceo en la serie liviana, en donde se proclamó campeón. En 1921, ya en la serie principal de la liga, el Liceo F. C. se adjudicó el campeonato del Ñuble.
El de septiembre de 1930 cambió su denominación a «Centro Deportivo Liceo Ñublense», y el 7 de febrero del mismo año a «Centro Deportivo Ñublense», ya que los exalumnos del liceo querían seguir participando en la institución.
El año 1942, con Lautaro Vásquez Landa como timonel del equipo, se vuelve a cambiar el nombre a la institución, llamándose “Club de Deportes Ñublense”, rótulo que sería ratificado en los estatutos deportivos de dicho año. El club continuó en el fútbol amateur hasta el año 1957, cuando de la mano de quien fuera el jefe del registro civil de la ciudad y presidente del club, Moisés Noriega Alarcón, pasa del fútbol amateur a unirse al Campeonato Regional de Concepción. En esta condición estuvo un año, compitiendo con equipos como Lord Cochrane, Universitario, Gente de Mar, Galvarino o el Arturo Fernández Vial.

### La entrada al profesionalismo
En 1959, gracias a una gestión del timonel de la época, Mario Avendaño, se acepta la postulación realizada a la Asociación de Fútbol Nacional, y se entra al profesionalismo. El primer año en el profesionalismo, el equipo se preparó futbolísticamente. Al club llegó el entrenador Argentino Martín García, junto a él llegaron jóvenes jugadores que poseían experiencia en el fútbol rentado, uno de ellos fue el arquero Luis Venzano Justiniano, proveniente de la Universidad de Chile, y quién fuese el primer futbolista profesional que firmara por la institución.
En 1961, con Renato Solar Sánchez al mando del club, se realiza una de las contrataciones más recordadas por el club, ya que llega al equipo, el jugador de Boca Juniors, y seleccionado argentino, José Borello y el también defensa argentino, proveniente de Magallanes, Claudio González Muñoz. En esa ocasión, el club se ubicó en cuarta posición. A lo largo de este periodo por el club pasaron dirigentes destacados como Carlos Abel Jarpa Vallejos, Vicente Cox Vial, Luis Fischer, los señores Cusacovich, Foster, entre muchos más, los cuales lograron la estabilidad del equipo. Los dos primeros años, Ñublense hizo de local en la única cancha empastada que existía en Chillán, el estadio del Colegio Seminario, mientras se sembraba el césped y construían las graderías y camarines del estadio municipal, que era un arenal.

### Campeón de la Segunda División y ascenso a Primera
El año 1976, ha sido uno de los mejores momentos del equipo, cuando con la presidencia de Pedro Guzmán Álvarez, y dirección técnica de Isaac Carrasco, el equipo es campeón de segunda división y asciende a primera. El segundo año en primera división, la institución roja vio pasar a uno de los mejores entrenadores que ha tenido el equipo, con un estilo renovado, Nelson Oyarzún Arenas, marcó el juego de los rojos. Apodado el “Consomé”, debido a que obligaba a sus dirigidos a saborear un plato de consomé, luego de los partidos, se ganó el respeto y cariño de la hinchada. En la mañana del 10 de septiembre de 1978, fallece, víctima de un cáncer a la edad de 35 años. Por la tarde del mismo día, el equipo enfrentó a Colo-Colo, derrotándolos por dos a uno.

### La debacle
En el año 1979, el club descendió a Segunda División, con el técnico Hernán Godoy en la banca, pero un año más tarde Ñublense rápidamente ascendió tras ser subcampeón del torneo, con la presidencia de don Osvaldo Erbetta Walker, y dirección técnica de Manuel Rodríguez Vega. Desde 1981 comenzó una mala época para los rojos, tanto en lo futbolístico como en lo extrafutbolístico, incluida una huelga de futbolistas por el no pago de sueldos, lo que provocó la caída a segunda con una de las peores campañas del fútbol chileno. En 1983, Ñublense descendió a Tercera División, arrastrando consigo una gran deuda, que provocó un cambio de nombre obligado al club para no declararse en quiebra, llamándose ahora Ñuble Unido. Durante estos tres años, circularon una serie de técnicos y dirigentes, que trataron de arreglar los problemas, sin tener buenos resultados.
Llegó el año 1985, y al equipo arribó como DT el exjugador Esaú Bravo, quién logró el título de campeón invicto, tras ganar la final del Clausura ante Soinca Bata de Melipilla, y subió de categoría. Mientras tanto, el timonel de la época, Héctor Canahuate, renegociaba la deuda que el club tenía, y recuperó el nombre de Ñublense. Pero en 1991, la institución estaba nuevamente sumida en problemas, y el equipo que dirigía Rolando García, se negaba a firmar la planilla, por lo que debido a la resta de puntos sufrida, el club regresó a la Tercera División.
Al año siguiente, el técnico Esaú Bravo regresa el club a la segunda categoría otra vez, después de ganar la liguilla final disputada en Quillota, en la cual venció por cuatro a dos a San Luis de Quillota, en el último partido. Ñublense nuevamente transitó por tiempos difíciles, pero pese a esto, en 1995, logró una excelente campaña en la Copa Chile, eliminando a clubes de Primera como Huachipato y Colo-Colo, pero lamentablemente, cayó ante la Universidad Católica en semifinales. El año 1996 fue un caos, siendo un hecho inédito la decisión del plantel de ese año de autodespedirse, debido al incumplimiento en el pago de sus sueldos. A fines del mismo año, tomó las riendas del club el empresario local Reiniero Iraira, quien junto a Casiano Andrade, fueron los salvavidas de la institución en este periodo.
Era el año 2000 y Ñublense cae a Tercera, y un año más tarde, con Claudio Iraira al mando del club, se salva milagrosamente de bajar a Cuarta División. El presidente Iraira, como una forma de mejorar la situación económica del equipo, transforma a Ñublense en Sociedad Anónima, siendo esto un rotundo fracaso. Las arcas estaban por el suelo, pero la oportuna intervención de Jonh Andrade como presidente y Sergio Martínez como dirigente salvaron la situación.

### De Tercera a Primera en dos años
En 2004, el exalcalde de Chillán, Sergio Zarzar se hizo cargo de la institución, logrando la estabilidad que tanto se esperaba. Se armó un equipo competitivo, que encabezado por Esaú Bravo peleaba el título de Tercera. Pero un vaivén en el camino, produjo la salida del técnico e ingreso del exdelantero y ahora estratega, Luis Marcoleta, quien logró el ascenso a la Primera B en una disputada final, contra Curicó Unido. Primero, el equipo chillanejo alcanzó en puntaje al equipo curicano, cuando lo venció en los descuentos con anotación del espigado defensa Wladimir Herrera, lo que alargó la definición a un partido en el Estadio Fiscal de Linares jugado el 28 de diciembre. En aquella final, con más de 3 mil chillanejos en las tribunas, Ñublense derrotó a Curicó por 2-0 con goles de Marco Antonio Plaza y Ricardo Parada y selló su retorno al fútbol profesional.
El año 2005 participaron en calidad de invitado en el campeonato de Primera B (debido al descenso programado), siendo el equipo revelación del fútbol rentado, debido a su excelente rendimiento en el plano dirigencial, futbolístico y especialmente la gran convocatoria conseguida, promediando cerca de 10 000 espectadores por partido, convirtiéndose en el equipo que llevó más público en la división. En dicho torneo, Ñublense se ubicó en la cuarta posición, y debido a su calidad de “invitado”, no pudo jugar la liguilla del ascenso, cediendo su puesto a O'Higgins, equipo que a la postre ascendería.
Un año más tarde, 2006, y con la posibilidad abierta de poder seguir escalando, el grupo de dirigentes encabezados por Zarzar, deciden pelear de lleno la chance de volver a Primera División. En una extraordinaria campaña, los rojos obtuvieron el paso directo a Primera tras derrotar a Unión San Felipe en Chillán, al dar vuelta el partido que perdían 0-2 con un tanto de Carlos Cáceres y dos de Néstor Zanatta, uno de ellos a los 92' de tiro penal. Después. los dirigidos de Marcoleta tuvieron la oportunidad de ser campeón en Concepción enfrentando a Lota Schwager, pero debido a la igualdad 1-1 en ese partido, Ñublense finalizó segundo en la tabla, con igual puntaje que el campeón Deportes Melipilla, pero con menor diferencia de goles.
Ya en Primera División,  el elenco chillanejo se transforma en Sociedad Anónima Deportiva Profesional, siendo dirigidos por un grupo de inversionistas, encabezados por Juan Carlos Saffie (el primer síndico que tuvo Colo-Colo, en el período de quiebra del club albo). El expresidente Zarzar dejó su puesto en manos de Leonardo Cusacovich, quien fue nombrado vicepresidente de la sociedad, mientras que Zarzar asumió como director de la zona sur de la Asociación de Fútbol Profesional. A inicios de 2007, el equipo armó un buen plantel, encabezados por 2 refuerzos extranjeros de primer nivel: el internacional y seleccionado paraguayo Danilo Aceval y el internacional uruguayo Gabriel Migliónico, de trayectoria en su país y Argentina. A fines de 2007 salió a la venta el libro Ñublense, 91 años de historia, el cual relata la historia del equipo y anécdotas de los hinchas.

### Primera participación internacional
Durante el Apertura 2008 el club hizo de local en el Estadio Fiscal de Linares y en el Clausura 2008 en Estadio Monumental Arístides Bahamondes de Chillán Viejo, debido a que el Estadio Nelson Oyarzún estaba en remodelación para ser sede de la Copa Mundial Femenina de Fútbol Sub-20 de 2008. En el Apertura, de la mano del director técnico Fernando Díaz, Ñublense consiguió una inédita clasificación a la Copa Sudamericana, su primer torneo internacional, luego de un disputado partido en Linares que solo se definió por 3-2 a favor del cuadro rojo frente el equipo de Audax Italiano, con un gol de tiro libre en el minuto 87' de Juan Francisco Viveros.
Cuatro días después de este histórico hecho,  lograron adjudicarse el primer puesto de la fase regular del Apertura, tras vencer en calidad de visita por 2 a 1 a la Universidad Católica.
En la etapa de los playoffs se enfrentó en cuartos de final al equipo de Cobreloa, a quien derrotó por 2-1 en el partido de vuelta, jugado en el Estadio Municipal de Concepción. En semifinales chocó contra Colo-Colo. En la ida Ñublense venció por 1 a 0, de visitante, con gol del paraguayo Ever Cantero. Pero en la vuelta jugada en Concepción, Colo-Colo dio vuelta el marcador, y derrotó a Ñublense por 2-1, con doblete de Lucas Barrios, eliminando así al elenco chillanejo de la competición.
En su debut en la Copa Sudamericana 2008, Ñublense hace de local nuevamente en el Estadio Municipal de Collao, venciendo al conjunto peruano de Sport Ancash por la cuenta mínima con gol de Alejandro Osorio en el minuto 90+4. Sin embargo, en el partido de vuelta, el equipo peruano ganó por 4-0 y eliminó al cuadro rojo del torneo.
Fernando Díaz anunció su partida del club el 11 de agosto de 2009, ante la disconformidad dirigencial por la campaña en el Campeonato Clausura, que le reportaba sólo un punto en las primeras cinco fechas. Asumió interinamente el encargado de las series menores chillanejas, Ricardo Toro, logrando mantener la categoría. Durante la temporada siguiente se contrató al técnico Óscar del Solar, proveniente del descendido Rangers de Talca. Luego de un prometedor inicio de campeonato, el equipo perdió la línea de juego y tras 10 fechas sin conocer de triunfos, Del Solar fue cesado de sus funciones, el 1 de agosto de 2010. En este difícil escenario, asume por el resto del campeonato el jefe técnico de las divisiones menores del club, Ricardo Toro. Finalmente el club terminó el año 2010 venciendo a Unión San Felipe por 2 a 0 en Nelson Oyarzún, salvándose del descenso.

### Un nuevo descenso
La temporada 2011 para Ñublense fue horrible. En el Apertura se ubicó en el último lugar con 14 puntos. La situación el Clausura mejoró un poco, pero no fue suficiente. El 20 de noviembre, Ñublense perdió la categoría tras caer en el Estadio Bicentenario Municipal Nelson Oyarzún frente a Unión La Calera por 3-1, y terminó el año en el último lugar de la tabla general, con 21 derrotas en 34 partidos jugados y solo el 32% de rendimiento.

### La Primera B y un nuevo ascenso
Luego del trágico descenso a la Primera B, el club contrató a varios jugadores para afrontar la tarea del retorno, entre ellos a Tomás Lanzini, Isaac Díaz y Sergio Unrein. En la primera rueda, tuvo una muy buena campaña que lo dejó segundo, a solo dos puntos del líder San Marcos de Arica. Esto le significó clasificar a una definición contra el subcampeón de la Segunda Rueda, en busca del ascenso.
En el Torneo de Clausura, el equipo bajó su rendimiento, terminando 7° en la tabla de la Segunda Rueda y 3° en la Tabla Anual. Por obtener el segundo lugar en el Apertura, Ñublense y Barnechea (2° del Clausura) disputaron la Final de Sub-campeones por el segundo ascenso, y para determinar quien acompañaría al club ariqueño en Primera División la siguiente temporada. La ida se disputó el 8 de noviembre de 2012, en el estadio Bicentenario Municipal Nelson Oyarzún. El equipo local abrió la cuenta con gol de Tomas Lanzini al minuto 34' y el empate de Barnechea vendría al minuto 86' con anotación de Francisco Ibáñez Campos. La vuelta se jugó el 11 de noviembre, en el estadio Monumental. El encuentro terminó 2-2 con dobletes de Isaac Díaz en el minuto 10' y 70' para Ñublense y Nicolás Maturana en el 21' y 35' para Barnechea. El global estaba empatado 3-3, lo que llevó la definición a penales. Cuando la cuenta estaba empatada 6-6, el lanzamiento del joven Paulo Olivares decretó la victoria de Ñublense y el esperado regreso a la Primera División.

### Estadía en Primera y regreso a Primera B
Luego del anhelado ascenso, Ñublense contrató a jugadores como Sebastián Navarrete, Javier Grbec, Lucas Giovini y Emanuel Croce entre otros. En el Torneo de Transición 2013 tuvo una regular campaña, lo que lo ubicó en la decimosegunda posición con 20 puntos a su haber, obtuvo el cuarto mejor rendimiento de visitante (4 partidos ganados, 3 empatados y uno perdido), aunque el peor rendimiento de local (11% de rendimiento con 1 victoria, 2 empates y 6 derrotas). Durante el Apertura 2013 el DT Carlos Rojas fue desvinculado en la sexta fecha. Su reemplazante Pablo Abraham llevó al equipo a la séptima posición, a dos puntos de la Liguilla por un cupo a la Copa Libertadores 2014. En el siguiente torneo, el club tuvo un torneo muy irregular, donde ganó 5 partidos de 17 jugados, ubicándose en la posición 17°, sin embargo se ubicó en el lugar 12° de la Tabla General Acumulada, lejos de los puestos de descenso. Los malos desempeños continuaban, ahora con Ivo Basay en la banca, lo que llevó al despido del "Hueso" en las primeras fechas del Clausura 2015, ya que existía un riesgo de perder la categoría. El nuevo estratega sería Fernando Díaz, quien regresaba a la institución después de su histórico paso anterior.
El día 3 de mayo de 2015 se llevó a cabo la última fecha, y el cuadro rojo se jugaba su última opción de mantener la categoría, para lo cual necesitaba ganar su encuentro en Chillán ante Cobreloa, y esperar a que San Marcos de Arica o Deportes Antofagasta perdieran sus respectivos partidos. Cobreloa llegaba virtualmente descendido, tras la resta de 3 puntos por parte de la Segunda Sala del Tribunal de Disciplina de la ANFP, después de que el mismo Ñublense y Audax Italiano los acusaran por el caso de Alejandro Hisis, quien fue ayudante técnico de dos clubes distintos (Ñublense y Cobreloa) en el mismo torneo, por lo cual los nortinos esperaban ganar y salir de la zona de descenso matemático para poder apelar a su sanción ante un tribunal internacional. Estas circunstancias llevaron a generar una rivalidad mediática entre ambos clubes y sus hinchadas durante los días previos al cotejo, lo que llevó a que dicho encuentro fuera declarado de alto riesgo. El partido se jugó a estadio totalmente lleno, y como era de esperarse fue de alta intensidad y poco amistoso. Tras ir abajo en el marcador en dos ocasiones, el cuadro rojo da vuelta el partido y acabó ganando por 3-2, pero debido al triunfo de San Marcos y el punto obtenido por los antofagastinos, el esfuerzo resultó inútil y perdieron por cuarta vez en su historia la categoría.

### Un nuevo ascenso

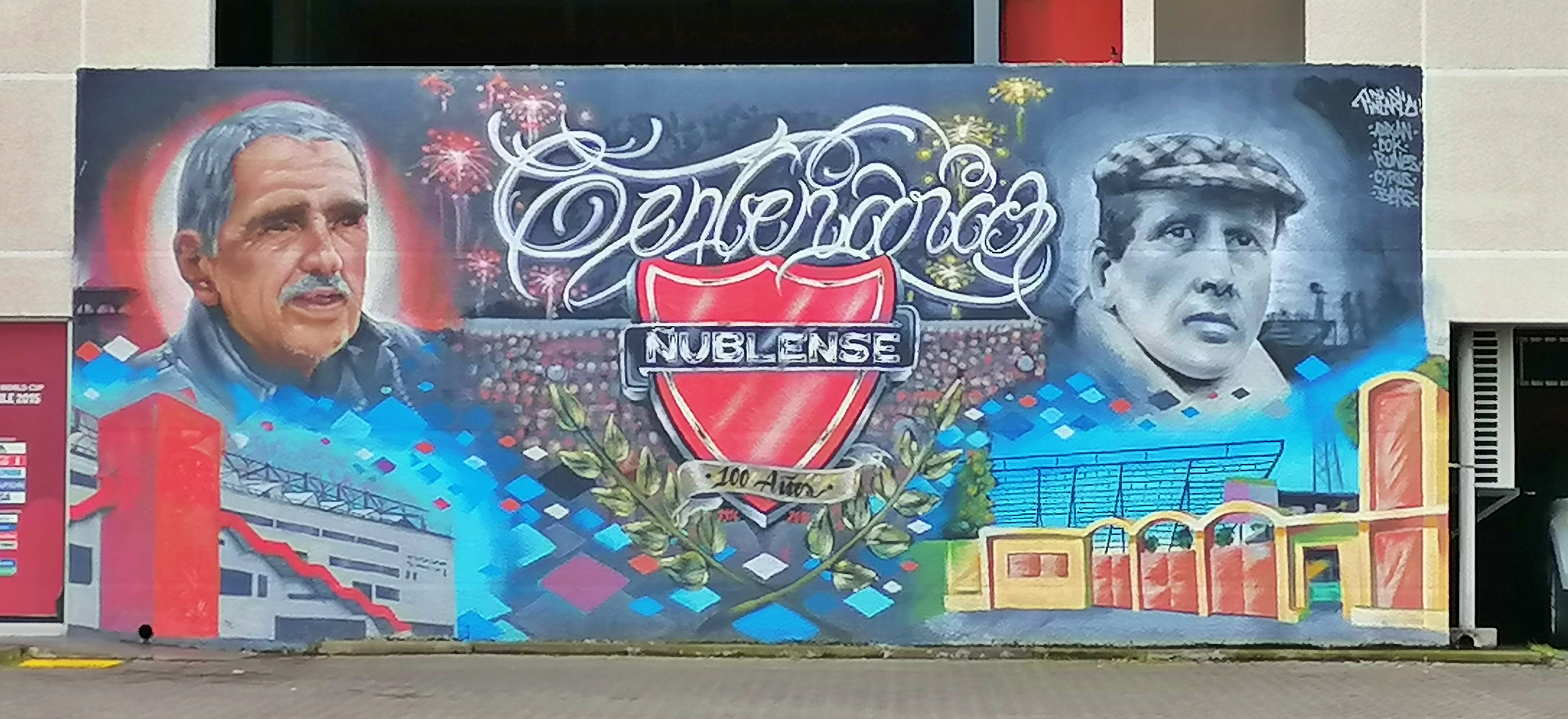
Mural de centenario del club deportivo en el Estadio Nelson Oyarzún. Los retratos corresponden a Esaú Bravo y Nelson Oyarzún, asimismo se muestra la fachada antigua del estadio y la actual

Tras años en la división de plata del fútbol chileno, en los cuales se incluyó un 2018 donde coqueteó con el descenso a Segunda División, en 2019 el equipo que dirigía Jaime García había dado señales de mejoría, sin embargo, las ilusiones se quebraron en la semifinal de la liguilla de ascenso, tras caer por la cuenta mínima frente a Deportes Temuco en el Estadio Nacional.
El campeonato 2020 comenzó de buena manera para Ñublense consiguiendo 5 triunfos en sus primeros 6 encuentros, y debido a este arranque lideró la tabla de posiciones de inicio a fin, luego de trabajar constantemente sobre sus oportunidades en el aspecto futbolístico y superar problemas extra futbolísticos, como un brote de covid-19 en el equipo, durante la fase decisiva del campeonato. Finalmente, el día 9 de enero de 2021, tras cinco años en la segunda categoría del balompié nacional, Ñublense aseguró su ascenso a la máxima categoría del fútbol chileno para la temporada 2021, al golear por 5 a 0 en Chillán a Deportes Copiapó, y de esta manera, bajaron su segunda estrella en el profesionalismo.

### Segunda participación internacional
En el Campeonato Plan Vital 2021 empezaba a trabajar una nueva oportunidad de clasificarse a copas internacionales, terminando en un séptimo lugar clasificatorio para la Copa Sudamericana 2022 en la fase preliminar.

### La gran campaña
El 7 de febrero de 2022 comienza la participación de Ñublense en la Campeonato Plan Vital 2022 derrotando por 2 a 1 a Audax Italiano de visita en Rancagua. En las siguientes dos fechas el club chillanejo haría de local en Talcahuano por reparaciones que se realizaban en el Estadio Nelson Oyarzún de Chillán de cara a la participación en Copa Sudamericana, obteniendo un empate sin goles ante Unión La Calera y un trabajado triunfo ante Universidad de Chile por 3 a 2. En la cuarta fecha Ñublense rescataría un empate por 1 a 1 ante Cobresal en la altura de El Salvador y en la fecha siguiente derrotaría a Deportes La Serena por 3 a 1 ya en Chillán.
En la sexta fecha Ñublense comienza a mostrar sus pergaminos derrotando de visita a Coquimbo Unido por la cuenta mínima tras un golazo de media distancia de Federico Mateos, lamentablemente en la siguiente fecha pierde su invicto ante Unión Española en Independencia cayendo derrotado por la cuenta mínima en un estrecho partido. La siguiente fecha Ñublense recibe a Deportes Antofagasta en un partido que el cuadro chillanejo dominó de principio a fin pero que terminó empatando 1 a 1 y que en la última jugada pudo perder luego de un mano a mano desaprovechado por el cuadro antofagastino tras un notable achique del portero Nicola Pérez, luego por la novena fecha el cuadro chillanejo viaja a La Cisterna para medirse ante Palestino rescatando un empate en la última jugada gracias al tanto convertido por Mathías Pinto. En la siguiente fecha Ñublense recibe a Everton ganándole por 2 a 1 marcando nuevamente un gol sobre la hora, esta vez Manuel Rivera. 
En la undécima fecha el cuadro chillanejo vuelve a Rancagua esta vez para enfrentar a O'Higgins cayendo derrotado por 1 a 0 luego de un desafortunado autogol de Luis Mago pese a haberse generado la mayoría de las ocasiones. En la duodécima fecha Ñublense recibe a Universidad Católica goleándolo por 4 a 0 siendo una de las mejores presentaciones del club durante la temporada, posteriormente visita a Huachipato en Talcahuano derrotándolo por 3 a 1 nuevamente mostrando un gran nivel y destacándose la gran cantidad de hinchas que se desplazaron al nivel de prácticamente ser locales. La siguiente fecha el cuadro chillanejo recibiría a Curicó Unido en una nueva edición del clásico, derrotándolos bajo la lluvia por 3 a 1 con dos anotaciones de Patricio Rubio y un gol de Nicolás Guerra, teniendo que visitar en la última fecha de la primera rueda a Colo-Colo sacando un empate y terminando la mitad del torneo en la punta junto a Colo-Colo y Unión Española compartiendo los tres clubes el apelativo de campeones de invierno.
La segunda rueda no comenzaría muy bien para Ñublense cayendo derrotado de local ante Audax Italiano en un extraño partido que dominaba y comenzó ganando pero que desafortunadamente termina perdiendo por dos jugadas puntuales, luego la decimoséptima fecha visitaría a Unión La Calera empatando en el último minuto gracias a un cabezazo de Patricio Rubio. Cuando ya se estaba pensando en un inevitable bajón futbolístico del club logra vencer en Valparaíso a Universidad de Chile gracias a un tanto de palomita de Patricio Rubio y posteriormente reconfirma su nivel derrotando de local a Cobresal por 3 a 2.
En la vigésima fecha se produciría una de las derrotas más dolorosas e inexplicables de la temporada cuando de visita cae derrotado por 3 a 0 ante Deportes La Serena equipo que se encontraba en esos momentos en puestos de descenso y que a la postre terminaría descendiendo. En la siguiente fecha se saca un poco el trago amargo venciendo de local a Coquimbo Unido por 2 a 1 en un partido no exento de complicaciones y que se terminaría definiendo hacia el final gracias a un tanto de Alexander Aravena, posteriormente cae de local por segunda vez en la temporada, esta vez antee Unión Española por 2 a 1 en un partido muy similar a su primera derrota de local ante Audax Italiano, donde comenzó ganando y terminan dándole vuelta el partido, cabe destacar un momento de este partido en donde se cortó la luz y tuvo que pararse el partido reanudándose unos cuántos minutos después.
Hasta este momento Ñublense seguía siendo un candidato serio al título peleando el primer lugar junto a Colo-Colo y ahora Curicó Unido que comenzaba a hacer una buena segunda rueda. El único problema del cuadro ñublensino a lo largo del torneo y que al final sería lo que lo privaría del título fue no saber cerrar partidos ante rivales de menor jerarquía, cuestión que se volvería a confirmar en la vigésimo tercera fecha cuando visita a Deportes Antofagasta cuadro que finalmente también descendería y cae derrotado por 1 a 0, es en este momento que el título se comienza a alejar. La siguiente fecha derrotaría a Palestino en Chillán por 2 a 0 con tantos de Nicolás Guerra y Giovanni Campusano, quien convirtió su primer gol con la camiseta de Ñublense.
En las siguientes fechas Ñublense concretaría una seguidilla de empates, primero en su visita a Everton, luego recibiendo a O'Higgins marcando el empate el cuadro rancagüino en la última jugada del partido en un contragolpe luego de Ñublense haber desperdiciado el 2 a 0 y finalmente un empate 2 a 2 con Universidad Católica luego de haber ido 2 a 0 abajo, gracias a tantos de Patricio Rubio y un golazo de media distancia de Bernardo Cerezo. A estas alturas ya siendo imposible arrebatarle el título a Colo-Colo el club se centra en la lucha con Curicó Unido por el cupo directo a Copa Libertadores, ganándole de local a Huachipato por 2 a 0. 
Es así como Ñublense y Curicó Unido llegan a la penúltima fecha igualados en puntaje pero con mejor diferencia de gol el cuadro curicano. El 31 de octubre de 2022 en el Estadio La Granja a estadio repleto solo de hinchas curicanos por no haber autorización del delegado presidencial para recibir hinchada visitante por no darse las medidas de seguridad necesarias, Curicó Unido abre rápidamente el marcador pero Ñublense logra empatar yéndose al descanso igualados 1 a 1. En el complemento Ñublense logra el desequilibrio a los 60 minutos luego de una jugada iniciada por Rafael Caroca que lanza un balonazo al área que es pivoteado por Federico Mateos hacia Alexander Aravena quien con un toque sutil deja solo a Nicolás Guerra quien con un remate de primera vence al portero curicano dándole el triunfo al cuadro chillanejo y la primera opción de clasificar directo a fase de grupos de Copa Libertadores.
En la última fecha Ñublense debía recibir a Colo-Colo (ya campeón), mientras que Curicó Unido visitaría a Coquimbo Unido que lucha por salvarse del descenso. En Chillán el cuadro albo abre el marcador pero inmediatamente en la jugada siguiente Ñublense lo iguala gracias al tanto de Nicolás Guerra, en tanto en Coquimbo el cuadro pirata abre el marcador a los 53 minutos del segundo tiempo luego de haber tenido dos goles anulados en el primer tiempo, sobre el final del partido Curicó Unido iguala el partido terminando 1 a 1 ambos cotejos, clasificando en definitiva Ñublense directo a fase de grupos de Copa Libertadores y obteniendo a su vez un histórico subcampeonato, quedando a 11 puntos del campeón y a 3 puntos del tercero.

### El declive, Copa Libertadores/Sudamericana y fin del ciclo de García
Después de la mejor campaña de su historia, el conjunto dirigido por Jaime García, comenzaba las 5 primeras fechas, cosechando 8 puntos de 15, donde después de una seguidilla de 3 derrotas, le ganaría 2-1 a O'Higgins, siendo un inicio un poco deficiente comparado al campeonato pasado, así arrancaba la Copa Libertadores, donde por problemas de localía, tuvo que trasladarse al Estadio Ester Roa Rebolledo, recibiendo a Racing Club, perdiendo 2-0 con tantos de Matías Rojas y Paolo Guerrero.
Volviendo a Chile, Ñublense se enfrentó a Comunal Cabrero de Tercera A, ganando 3-0 pero por la alineación indebida de Manuel Rivera, el duelo lo ganó por secretaría los locales por 3-0, cerrando una Copa Chile donde habían mayores expectativas. Después en el campeonato oficial perdieron con Coquimbo Unido de locales por 3-1, volviendo a la Copa Libertadores, con muchas dudas frente al duelo con Flamengo en el Maracaná, donde sin mayor sorpresa, lo ganó el local 2-0, volvieron al campeonato nacional con una victoria y una goleada, recibiendo 6 goles en 2 partidos. Ahora se enfrentaban a Aucas, estaban obligados a sumar de 3, y con un gol de Andrés Vilches en el 90+1, sellaba una agónica victoria y la primera en Copa Libertadores.
Comenzaban las últimas fechas de la Copa libertadores y recibían a Flamengo, y con un tanto histórico de Jorge Henrpiquez, se lograba el empate a los entonces campeones de América, y en la última jugada, ambos tuvieron para ganar, pero el cabezazo fallido de Ñublense, permitía el contrataque de los del Mengao', y después de un error garrafal de Rafael Caroca, Flamengo tenía todo para el gol pero Nicola Pérez, hacia una tapada milagrosa, terminando el partido frente a 18.500 hinchas con un empate a 1 gol. Después consiguieron un empate valioso en Ecuador contra Aucas, donde tenían casi asegurado el pase a la Copa Sudamericana pero aun con opciones de hacer el milagro en Argentina, aquello no ocurrió y Ñublense perdió 4-0 ante Racing, clasificando a Copa Sudamericana de la mano de Jaime García.
En el Campeonato Nacional cosechaban 2 puntos de 9 posibles y se veía el fantasma del descenso, pero en Copa Sudamericana, se iban a jugar ambos partidos en Collao ante Audax Italiano, pero con una lluvia que inundo la cancha, el duelo de vuelta se trasladó al Teniente de Rancagua, con tapas milgragrosas del portero chillanejo, clasificó Ñublense frente a Audax Italiano con un global de 1-0 gracias al gol de Bayron Oyarzo en la vuelta. En el torneo local, lograban un valioso empate a Colo-Colo y una victoria a O'Higgins, llegando a la llave por Copa Sudamericana ante Liga de Quito, en donde el partido de ida fue derrota 1-0 con gol nuevamente de Paolo Guerrero,  teniendo que ir a buscar la clasificación como visita en Quito. El duelo lo comenzaban ganando, pero en la última jugada, le quitaban todas las esperanzas gracias al tanto de Sebastián Baquero, pero con un milagroso gol de Manuel Rivera, el partido se definia a los penales, después de tanto, el sueño se esfumaba debido a los fallos de los penales de Manuel Rivera y Patricio Rubio.
Mientras en el campeonato, cosechaban 4 puntos, quedando con 27 en total, soñando con la salvación del descenso, el 4 de septiembre de 2023, se anuncia por redes sociales que Jaime García dejaba la banca de Ñublense por mutuo acuerdo, dejando numerosos récords, como la clasificación histórica a libertadores, segundo título de Primera B, único subcampeonato en la historia del campeonato nacional y más de 160 partidos, dejando una marca imborrable en el cuadro de Chillán, quedando como el mejor entrenador de la historia de Ñublense. La salida de García habría sido consecuencia de la mala relación con la dirigencia del club, encabezada por su Presidente Sergio Gioino, y el detonante de una pelea entre dos jugadores del club, con los cuales gente del club habló sin pedir permiso a García. Al día siguiente, el complejo deportivo del equipo amaneció con rayados amenazando a Gionio.

### Subcampeonato de Copa Chile y a Copa Libertadores
Para la temporada 2024, se haría oficial la llegada de Mario Salas como director técnico, con el objetivo de clasificar nuevamente a un torneo internacional. En el campeonato nacional, el equipo acabó en el noveno puesto con 40 puntos. 
En la Copa Chile, empezó con una victoria 4-1 sobre el equipo amateur de San Antonio Unido de Temuco.
En la siguiente fase, se midió con Rangers de Talca, al que ganó por 5-1. En las semifinales de la zona sur, el rival fue Deportes Linares, serie que comenzaría con una derrota 2-1 de visita, pero que sabrían dar vuelta de local, ganando por 5 goles a 1. La final de la zona los enfrentaría a Deportes Puerto Montt, llave que terminaría 2-2 en el acumulado y se definiría por lanzamientos penales, donde Ñublense vencería por 4-2 con el portero Diego Tapia como figura.
En la semifinal nacional les tocaría enfrentar a Magallanes, actual subcampeón del torneo. El duelo de ida se jugaría en Chillán. Los Diablos Rojos se pondrían rápidamente en ventaja con un gol de Ismael Sosa a los dos minutos, pero el equipo capitalino igualaría el cotejo a los 20’ de partido. La segunda mitad sería un ida y vuelta continuo que acabaría con un agónico gol del argentino Pío Bonacci en el último minuto del tiempo regular, dándole el triunfo a los ñublensinos.
El partido de vuelta se jugaría en el Estadio Municipal de San Bernardo. Los locales se adelantaría en el marcador con un tanto de penal de Joaquín Larrivey, sin embargo un gol de media distancia de Patricio Rubio recién iniciado el segundo tiempo, y una sobresaliente actuación del guardameta Nicola Pérez, le darían el pase a la final del torneo por primera vez en la historia.
La final se jugaría el 20 de noviembre en el Estadio Nacional, decisión que causaría polémica por dar solo 3 días de descanso a Ñublense y por realizarse en el recinto donde habitualmente ejerce localía la Universidad de Chile, rival en la definición. El partido comenzaría con algunos ataques de los Rojos, como un remate de Bayron Oyarzo que sería desviado por el portero Gabriel Castellón. Serían los Azules, a través de Charles Aránguiz a los 37', los que se adelantarían en el marcador. En el minuto 60 de partido, llegaría el empate ñublensino en los pies de Patricio Rubio, tanto que sería anulado por el árbitro José Cabero tras una polémica falta previa de Manuel Rivera. Terminaría el encuentro con un 1-0 en contra.
Los chillanejos finalmente clasificarían a la fase previa de la Copa Libertadores 2025 tras ser subcampeones de la Copa Chile.

## Administración
El directorio de Ñublense S.A.D.P está conformado por:
- Presidente: Sergio Gioino
- Director: Yohanna De La Hoz
- Gerente General: Francisco Mardones
- Director: Francisco Rossler
- Director: Jorge Silva
- Director: Alfonso Cusacovich
- Director: Álvaro Izquierdo

## Uniforme
Los colores representativos del cuadro chillanejo son el rojo (proveniendo de allí sus apodos "diablos rojos" y "el rojo") además del blanco y negro. Los primeros uniformes consistían en una camiseta de color rojo oscuro (lacre), pantalón negro y medias grises. Así se mantuvo desde su época amateur, pasando por su debut en el profesionalismo y hasta finales de la década de los 60. Desde los años 70 comienzan a utilizar también pantalones y medias rojas; esta indumentaria se ha mantenido hasta el día de hoy y a principios de los 2000' en que el club reincorporó el pantalón negro.
Los uniformes alternativos han ocupado principalmente el color blanco, con vivos rojos. En los últimos años el club ha comenzado a utilizar uniforme titular, visitante y alternativo, usando tres camisetas por temporada.
| Primer | ver evolución | Actual |

## Estadio

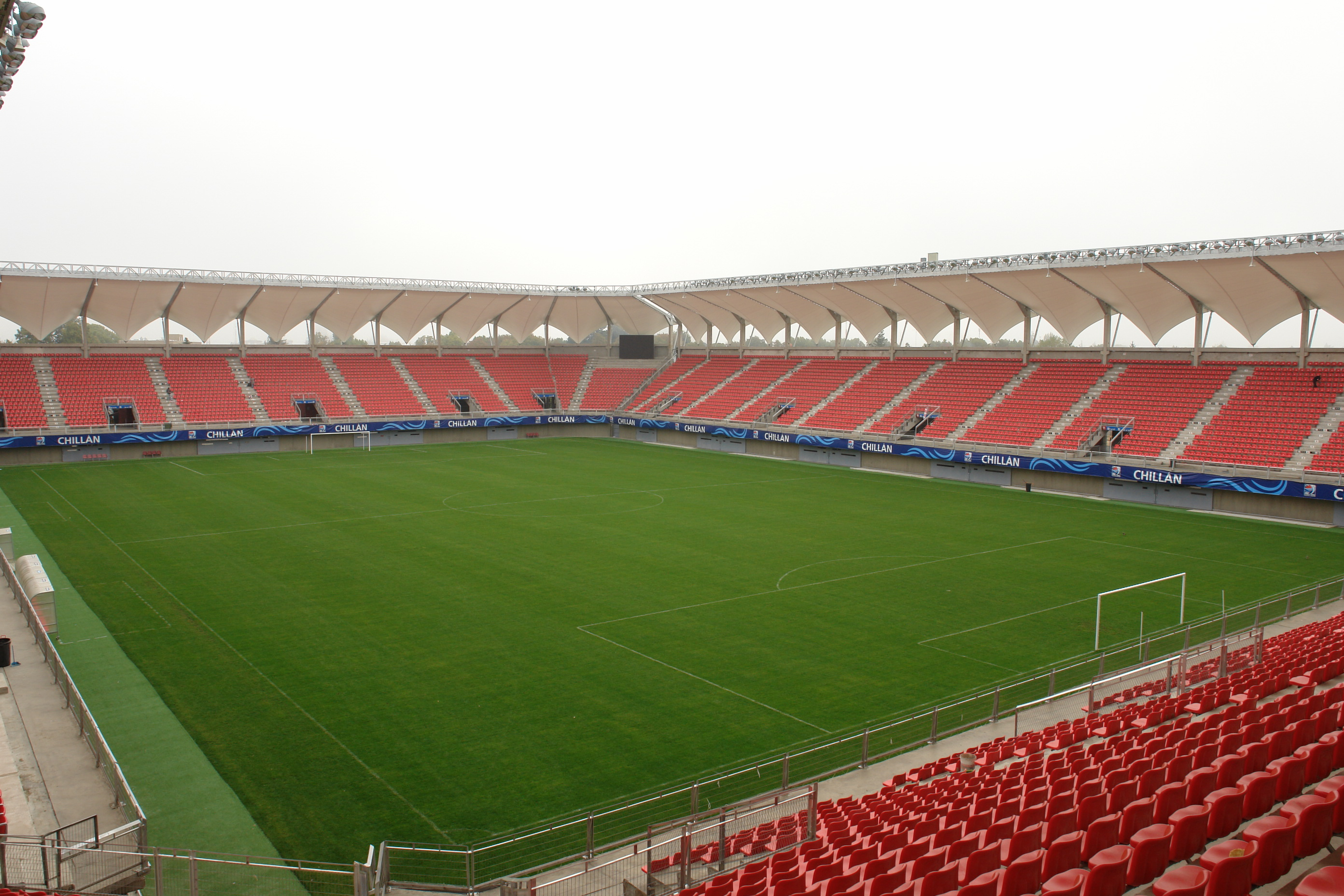
Estadio luego de ser remodelado.

Ñublense ha ejercido de local en el Estadio Bicentenario Municipal Nelson Oyarzún, el cual es propiedad de la Ilustre Municipalidad de Chillán. Fue inaugurado en 1961 y en 1978 adquiere el nombre de Nelson Oyarzún, uno de los directores técnicos más reconocidos que ha pasado por el club. En 2008 fue reconstruido totalmente para la Copa Mundial Femenina de Fútbol Sub-20 de 2008, cambiando incluso su orientación original de mar a cordillera, resultando en un estadio de lujo con una capacidad de 12.000 espectadores con todos los estándares FIFA establecidos para la época, a pesar de la añoranza del viejo estadio, en el cual se sembró gran parte de la historia que compone al club chillanejo.[cita requerida] Luego del terremoto sufrido en Chile el año 2010, el estadio sufrido la caída de gran parte del techo en el sector Pacífico, el cual fue reconstruido satisfactoriamente para hacer re-debutar a Ñublense el domingo 4 de abril en un partido por la décima fecha ante Santiago Morning, el cual acabaría 1-1.[cita requerida]

## Afición

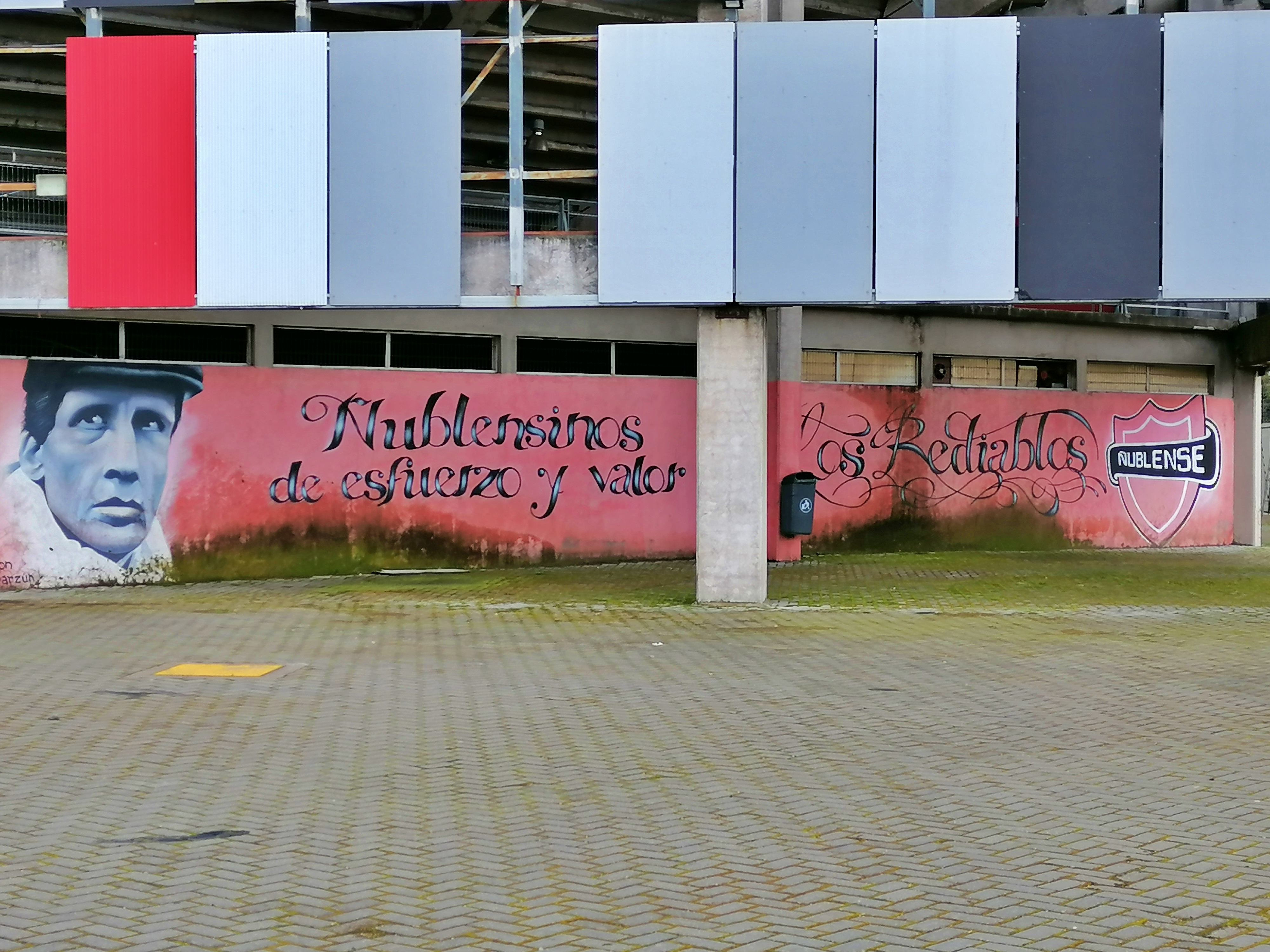
Mural de Los Rediablos en el interior del Estadio Nelson Oyarzún. La frase "Ñublensinos de esfuerzo y valor" es parte del himno del club deportivo. A su lado, un retrato de Nelson Oyarzún.

En los primeros años del club en el profesionalismo surgió una barra popular denominada La Barra del Mercado, compuesta principalmente por locatarios del Mercado Municipal de Chillán, los cuales generaron un gran sentido de pertenencia con el club incluso sosteniéndolo económicamente en malas épocas. Debido a la presencia de esta barra el sector de la hinchada en el estadio Nelson Oyarzún Arenas pasó a ser conocido popularmente como La Galeria del Mercado.
Posteriormente, entre los años 80 y 90 surgen las primeras  barras bravas del club llamadas La Furia Roja, posteriormente, Los Diablos Rojos y, luego de su disolución, se formó otra, denominada Los de Siempre. En el año 2006 se constituyó una nueva barra llamada Los Rediablos (paralela a Los de Siempre), que se transforma en la barra oficial del equipo y la cual aglutina a todos los demás piños que siguen al club representativos de barrios de la comuna de Chillán y de las demás comunas de la región de Ñuble, incluso de otras regiones.
La hinchada chillaneja tiene una gran rivalidad con la barra de Curicó Unido, "Marginales", luego de la definición de la Tercera División 2004, y los desórdenes posteriores al partido por parte de aquellos grupos. Ambas hinchadas han protagonizado serios incidentes tanto en Curicó como en Chillán.
En el primer semestre de 2007 fue el equipo de regiones que más gente llevó al estadio jugando de local.[cita requerida]

## Rivalidades
Históricamente el club mantuvo rivalidades con los equipos de la ciudad de Concepción, especialmente con Deportes Concepción y Fernández Vial habiendo pertenecido la ciudad de Chillán a la Región del Biobío hasta 2018 cuando fue creada la Región de Ñuble. En menor medida se generaron rivalidades con Iberia y Deportes Linares rivales cercanos a los que se enfrentó regularmente en la Segunda División entre las décadas de los sesenta y ochenta, perdiendo trascendencia dichos enfrentamientos desde la década de los noventa. 
Desde el año 2004 el club generó una intensa rivalidad con Curicó Unido club con el cual también se enfrentó regularmente en décadas anteriores y que recién se convirtió en clásico cuando Ñublense les arrebató el ascenso y título de la Tercera División 2004. El cuadro curicano llegaba a la última fecha con la primera chance para coronarse campeón bastándole un empate en el Estadio Nelson Oyarzún Arenas de Chillán, Curicó Unido comenzó ganando el partido pero Ñublense logró darlo vuelta en la última jugada del partido llevando el ascenso a un partido de definición en cancha neutral. El 28 de diciembre de 2004 en el Estadio Municipal de Linares y ante 6500 espectadores Ñublense volvió a derrotar a Curicó Unido, esta vez por 2 a 0 coronándose como campeón y ascendiendo a Segunda División. Posteriormente ambos clubes se han vuelto a enfrentar generándose diversos incidentes dentro y fuera de la cancha, manteniendo el club ñublensino una leve ventaja histórica de 27 triunfos, 21 empates y 20 derrotas. Ambos clubes nuevamente se volvieron a enfrentar en una instancia definitoria en 2022 casi haciéndole un guiño a la historia cuando en la penúltima fecha, con Colo-Colo ya campeón, los dos equipos se disputaban el pase directo a fase de grupos de Copa Libertadores llegando Curicó Unido con la primera chance, el 31 de octubre de 2022 en el Estadio La Granja el cuadro curicano abrió el marcador pero nuevamente tal como en 2004 los chillanejos lograron dar vuelta el marcador imponiéndose por 2 a 1 prácticamente sellando su histórica clasificación a Copa Libertadores, la cual definitivamente se concretaría en la última fecha siendo clave el triunfo en Curicó.

## Datos del club
- Temporadas en Primera División: 16 (1977-1979; 1981; 2007-2011; 2013-2014/15; 2021-).
- Temporadas en Primera B: 44 (1959-1976; 1980; 1982-1983; 1986-1991; 1993-2000; 2005-2006; 2012; 2015/16-2020).
- Temporadas en Tercera División: 7 (1984-1985; 1992; 2001-2004)
- Mejor puesto en Primera División: 1.º (Fase regular Apertura 2008).
- Peor puesto en Primera División: 18.º (1979 y 2011).
- Puesto histórico: 31
- Mayor goleada obtenida:
  - En Primera División: Como local, 6-0 a Cobreloa el 27 de abril de 2024.
  - En Primera División: Como visita, 6-3 a Palestino el 23 de noviembre de 2013.
  - En Segunda División: 9-1 a Iberia el 15 de octubre de 1961.
  - En Tercera División: 10-0 a Lozapenco el 7 de junio de 1992.
  - En Copa Chile: 6-1 a Iberia el 6 de febrero de 1977.
  - En Campeonatos internacionales: 3-2 a LDU el 10 de agosto de 2023 (Copa Sudamericana).

- Mayor goleada recibida:
  - En Primera División: 1-8 de Naval el 2 de enero de 1982.
  - En Primera B de Chile: 0-6 de Curicó Unido el 6 de marzo de 2016.
  - En Copa Chile: 0-7 de Huachipato el 28 de julio de 1974.
  - En campeonatos internacionales: 0-4 de Racing Club el 28 de junio de 2023 (Copa Libertadores).
- Participaciones internacionales: 5 (Copa Sudamericana 2008, Copa Sudamericana 2022, Copa Sudamericana 2023, Copa Libertadores 2023 y Copa Libertadores 2025).
- Goleador histórico: Mario Lagos (67 goles)
- Goleador histórico en Primera División: Patricio Rubio (34 goles).
- Mayor cantidad de partidos invicto: 20 (Primera B de Chile 2012)

## Jugadores

### Plantilla 2025
- Por disposición de la Asociación Nacional de Fútbol Profesional (ANFP), los equipos chilenos en la Liga de Primera están limitados a tener en su plantel un máximo de seis futbolistas extranjeros, más un juvenil extranjero inscrito en el fútbol formativo desde el año 2023.
- Por disposición de la ANFP, el número de las camisetas no puede sobrepasar al número de jugadores inscritos.
- Por disposición de la ANFP, el plantel debe utilizar al menos 1890 minutos a juveniles chilenos nacidos a partir del 1 de enero de 2004.

### Altas 2025
| Jugador          | Posición      | Procedencia          | Tipo     |
| ---------------- | ------------- | -------------------- | -------- |
| Rodrigo González | Defensa       | Magallanes           | Libre    |
| Diego Sanhueza   | Defensa       | Fernández Vial       | Traspaso |
| Pablo Calderón   | Defensa       | Deportivo Madryn     | Libre    |
| Esteban Valencia | Mediocampista | Unión La Calera      | Libre    |
| Federico Mateos  | Mediocampista | Universidad de Chile | Libre    |
| Gonzalo Sosa     | Delantero     | Palestino            | Libre    |
| Cacá             | Delantero     | Chapecoense          | Préstamo |
| Martín Rodríguez | Delantero     | D. C. United         | Libre    |

### Bajas 2025
| Jugador               | Posición      | Destino              | Tipo            |
| --------------------- | ------------- | -------------------- | --------------- |
| Celso Castillo        | Portero       | Deportes Linares     | Libre           |
| Felipe Yáñez          | Defensa       | Unión La Calera      | Fin de préstamo |
| Rafael Caroca         | Mediocampista | Huachipato           | Libre           |
| Manuel Rivera         | Mediocampista | Deportes La Serena   | Libre           |
| Rodrigo Cisterna      | Mediocampista | Bandera de ?         | Libre           |
| Flavio Moya           | Mediocampista | Universidad de Chile | Fin de préstamo |
| Rodrigo Vásquez       | Mediocampista | Unión Española       | Fin de préstamo |
| Maximiliano Torrealba | Delantero     | Deportes Temuco      | Libre           |
| Ismael Sosa           | Delantero     | Argentinos Juniors   | Libre           |
| Álex Valdés           | Delantero     | Cobreloa             | Libre           |
| Pío Bonacci           | Delantero     | Deportivo Maipú      | Fin de préstamo |

### Préstamos 2025
| Jugador           | Posición      | Destino                   | Hasta                   |
| ----------------- | ------------- | ------------------------- | ----------------------- |
| Cristopher Medina | Mediocampista | Universidad de Concepción | 31 de diciembre de 2025 |
| Valentín Demateis | Mediocampista | Deportes Melipilla        | 31 de diciembre de 2025 |
| Alex Valdés       | Delantero     | Cobreloa                  | 31 de diciembre de 2025 |

## Entrenadores

### Cronología
Los entrenadores interinos aparecen en cursiva.
- Guillermo Báez (1958)
- Martín García (1959)
- Adolfo Rodríguez (1961)
- Enrique Sorrel (1962)
- Daniel Chirinos (1964)
- Lincoyan Neira (1965)
- Caupolicán Peña (1966)
- Óscar Andrade (1968)
- Guillermo Montenegro (1968)
- Héctor Pedutto (1970)
- Pedro Morales (1971)
- Leonardo Bedoya (1972-1973)
- Luis Ibarra (1975)
- Ramón Climent (1976)
- Isaac Carrasco (1976)
- Francisco Coloma (1977)
- Roberto Scarone (1977)
- Enrique Hormazábal (1977)
- Eugenio Jara (1978)
- Nelson Oyarzún (1978)
- Juan Carlos Gangas (1978)
- Álex Veloso (1978)
- Hernán Godoy (1979)
- Manuel Rodríguez Vega (1980)
- Héctor Jara (1981)
- Juan Rodríguez Vega (1981)
- David Gaete (1981-1982)
- Guillermo Yávar (1983)
- Álex Veloso (1984-1985)
- Leonidas Palacios López (1985)
- Esaú Bravo (1985-1986)
- Humberto Cruz (1986)
- Isaac Carrasco (1987-1988)
- Jaime Campos (1988)
- Esaú Bravo (1988)
- Juan Inostroza (1989)
- Manfredo González (1990)
- Sergio Gutiérrez (1990)
- Esaú Bravo (1991)
- Rolando García (1991)
- Esaú Bravo (1992-1993)
- Luis Godoy (1993)
- Eduardo de la Barra (1993-1994)
- Esaú Bravo (1994-1995)
- Hugo Solís (1996)
- Rolando García (1996)
- Manfredo González (1996)
- Esaú Bravo (1996)
- Rodolfo Venegas (1997)
- Esaú Bravo (1997-1998)
- Eduardo Cortázar (1998)
- Daniel Montilla (1999)
- Eduardo Cortázar (1999)
- Jaime Vera (2000)
- Julio Suazo (2000)
- Esaú Bravo (2000)
- Manuel Lara (2001)
- Héctor Pineda (2001)
- Manfredo González (2001)
- Eduardo Cortázar (2002)
- Pedro Pablo Díaz (2003)
- Esaú Bravo (2004)
- Luis Marcoleta (2004-2007)
- Fernando Díaz (2008-2009)
- Ricardo Toro (2009)
- Óscar del Solar (2010)
- Ricardo Toro (2010)
- Luis Marcoleta (2010-2011)
- Jorge Garcés (2011)
- Carlos Rojas (2011-2013)
- Pablo Abraham (2013-2014)
- Ivo Basay (2014-2015)
- Fernando Díaz (2015-2016)
- Pablo Abraham (2016-2017)
- Rubén Espinoza (2017)
- Emiliano Astorga (2017-2018)
- Vicente Núñez (2018)
- Germán Cavalieri (2018-2019)
- Jaime García (2019-2023)
- Hernán Caputto (2023)
- Mario Salas (2024)
- Francisco Arrué (2025)
- Alejandro Gaete (2025)
- Ronald Fuentes (2025-)

## Palmarés

### Torneos locales
| Torneos locales                                    | Torneos locales                    | Torneos locales |
| Competición                                        | Títulos                            | Subcampeonatos  |
| -------------------------------------------------- | ---------------------------------- | --------------- |
| Asociación Chillán (6/0)                           | 1921, 1933, 1936, 1938, 1939, 1940 |                 |
| División de Ascenso de la Asociación Chillán (2/0) | 1919, 1935                         |                 |
| Tercera División de la Asociación Chillán (2/0)    | 1917, 1918                         |                 |

### Torneos nacionales
| Torneos nacionales                                           | Torneos nacionales | Torneos nacionales                 |
| Competición                                                  | Títulos            | Subcampeonatos                     |
| ------------------------------------------------------------ | ------------------ | ---------------------------------- |
| Primera División de Chile (0/1)                              |                    | 2022                               |
| Copa Chile (0/1)                                             |                    | 2024                               |
| Supercopa de Chile (0/1)                                     |                    | 2021                               |
| Segunda División de Chile/Primera B de Chile (2/6)           | 1976, 2020         | 1969, 1971, 1973, 1980, 2006, 2012 |
| Campeonato de Apertura de la Segunda División de Chile (1/1) | 1971               | 1973                               |
| Tercera División (3/1)                                       | C-1985, 1992, 2004 | 1984                               |

### Torneos amistosos
| Competición               | Títulos | Subcampeonatos |
| ------------------------- | ------- | -------------- |
| Copa Construmart (1/0)    | 2013    |                |
| Copa León de Collao (1/0) | 2023    |                |

### Fútbol Joven
| Competición  | Títulos | Subcampeonatos |
| ------------ | ------- | -------------- |
| Sub-14 (1/0) | 2024    |                |